# Open Technology Fund
Open Technology Fund（OTF）は、グローバルなインターネットの自由を支える技術を支援することを目的とする、アメリカの非営利法人（nonprofit corporation）である。OTFの使命は、「自由な表現を増やし、検閲を回避し、抑圧的なサーベイランスを妨害するオープンな技術とコミュニティを支援することで、人権と開かれた社会を支援すること」である。OTFは、独立した団体として設立されるまではラジオ・フリー・アジアのプログラムの1つとして運営されていた。2019年11月現在、オープン・テクノロジー・ファンドは独立した非営利法人となり、アメリカ合衆国グローバルメディア局（USAGM）の助成を受けている。2025年3月14日、トランプ大統領は、他の複数の機関とともに、アメリカ合衆国グローバルメディア局を「適用される法律に整合する範囲で最大限まで」廃止するよう命令する大統領令を発令した。

## 関連文献
- “How the U.S. Fights Encryption—and Also Helps Develop It”. The Wall Street Journal.   News Corp (2016年2月22日). 2025年4月21日閲覧。
- “How Hillary Clinton Helped Build WhatsApp's State-of-the-Art Encryption”. Foreign Policy.   Graham Holdings Company (2016年4月6日). 2025年4月21日閲覧。
- “Trump Appointee Seeks to Cut Off Funding for Global Internet Access Group”. The New York Times (2020年12月19日). 2025年4月21日閲覧。